# Endprodukt
Ein Endprodukt ist in der Betriebswirtschaftslehre ein von Unternehmen hergestelltes marktreifes Produkt oder eine marktreife Dienstleistung, die zum Konsum oder für Investitionen bestimmt ist. Der mit dem Begriff Produkt wirtschaftlich vergleichbare Begriff Endprodukt soll vor allem differenzieren zu den Halbfabrikaten, Kuppelprodukten, Nebenprodukten und Zwischenprodukten.

## Allgemeines
Das Endprodukt ist ein Fertigungsstatus, der keiner Weiterverarbeitung mehr bedarf. Die Fertigungstiefe ist in Unternehmen weltweit selten so umfassend, dass in einem Unternehmen sämtliche Fertigungsstufen bis zum Endprodukt vorhanden sind. Durch die Arbeitsteilung sind dann mindestens zwei Unternehmen beteiligt, so dass es auch mindestens zwei Produktionsstufen gibt. Dies sind Produktionsabschnitte, die zur Erhöhung des Fertigstellungsgrades von Produkten beitragen. Unter Fertigstellungsgrad ist der Verarbeitungszustand eines Produktes zu einem bestimmten Betrachtungszeitpunkt zu verstehen. Dementsprechend weist aus der Sicht des Herstellers ein Fertigstellungsgrad von 100 % auf ein Endprodukt hin.
Der Fertigstellungsgrad eines Produktes ist nicht immer maßgeblich dafür, ob ein Produkt als Halbfabrikat oder Endprodukt gilt. Vielmehr spielt die Verwendung von Produkten beim Erwerber eine Rolle. Bei Unternehmen als Käufer kommt es darauf an, ob sie als Produkte zum Zwecke der Weiterverarbeitung beschafft (Erwerb von Autoreifen für die Automobilherstellung), für eigene Zwecke konsumiert (Erwerb von Lebensmitteln für die Werkskantine eines Automobilherstellers) oder für Investitionen (Erwerb von Büromöbeln durch einen Automobilhersteller) verwendet werden. Dies gilt auch entsprechend für den Verbraucher: Von ihm im Supermarkt gekauftes Mehl ist ein Endprodukt, während von einem Bäcker gekauftes und weiterverarbeitetes Mehl ein Halbfabrikat ist.

## Betriebswirtschaftslehre
Der Begriff Endprodukt besagt Konrad Mellerowicz zufolge, dass das Produkt vor seiner Verwendung als Produktionsmittel oder Konsumgut keine (Form-)Veränderung mehr durchmacht. Nur wenige Endprodukte entstehen dabei in zwei Fertigungsstufen durch Weiterverarbeitung des Zwischenproduktes. Bei der einstufigen Produktion entsteht Wilhelm Krelle zufolge durch einmalige Kombination der Produktionsfaktoren unmittelbar das Endprodukt, bei der mehrstufigen Produktion werden zunächst Zwischenprodukte erzeugt, die dann am Ende erst das Endprodukt entstehen lassen. Die beiden Wirtschaftswissenschaftler meinen anstelle des „Zwischenprodukts“ den Begriff Halbfabrikat, weil der Begriff Zwischenprodukt mit der Chemie verbunden ist.  

## Volkswirtschaftslehre
In der Volkswirtschaftslehre ist für die Berechnung des Bruttoinlandsprodukts (BIP) und Bruttosozialprodukts (BSP) von Bedeutung, dass lediglich eine Aggregation der Endprodukte erfolgt und dabei die Neben-, Halbfertig- oder Zwischenprodukte eliminiert werden, um Doppelerfassungen zu vermeiden. Bruttoinlands- und Bruttosozialprodukt sind mithin volkswirtschaftliche Kennzahlen, die sich auf die zu Marktpreisen bewerteten Endprodukte beziehen. Mit dem Gesamtpreis eines Autos soll nicht noch zusätzlich der Wert der Reifen, die an den Autohersteller verkauft wurden, in das BIP/BSP eingehen. Doppelzählungen werden dadurch vermieden, dass nur die auf jeder Fertigungsstufe entstandene Wertschöpfung zum BIP/BSP gerechnet wird. Werden jedoch Güter nicht direkt weiterverwendet, sondern in den Lagerbestand genommen, gelten sie als Endprodukte.

## Abgrenzung
Aus der Sicht des Herstellers von Halbfabrikaten gelten diese als Endprodukte, auch wenn sie durch ein anderes Unternehmen erworben und weiterverarbeitet werden. Für das erwerbende Unternehmen gelten sie hingegen als Halbfabrikate. Edmund Heinen wies darauf hin, dass Zwischenprodukte unter Umständen auch am Markt veräußert werden können und nicht zwangsläufig oder ausschließlich zur Herstellung eigener Endprodukte dienen. Deshalb kann in einem Betrieb eine bestimmte Fertigungsstufe gleichzeitig „Endstufe“ (Verkauf von Halbfabrikaten) und „Vorstufe“ bei deren Weiterverarbeitung sein.